# Best Song Ever
Best song ever is een nummer van de Engels-Ierse boyband One Direction uit 2013. Het nummer kwam uit op 22 juli 2013. Het nummer is opgenomen in 2013 en duurt 3 minuten en 22 seconden. De song is bedoeld voor de nieuwe film van One Direction This Is Us. Het is de eerste single van hun derde studioalbum Midnight memories.

## Hitnoteringen

### Nederlandse Top 40
| Hitnotering: 03-08-2013 t/m 21-09-2013 | Hitnotering: 03-08-2013 t/m 21-09-2013 | Hitnotering: 03-08-2013 t/m 21-09-2013 | Hitnotering: 03-08-2013 t/m 21-09-2013 | Hitnotering: 03-08-2013 t/m 21-09-2013 | Hitnotering: 03-08-2013 t/m 21-09-2013 | Hitnotering: 03-08-2013 t/m 21-09-2013 | Hitnotering: 03-08-2013 t/m 21-09-2013 | Hitnotering: 03-08-2013 t/m 21-09-2013 | Hitnotering: 03-08-2013 t/m 21-09-2013 |
| Week:                                  | 1                                      | 2                                      | 3                                      | 4                                      | 5                                      | 6                                      | 7                                      | 8                                      |                                        |
| -------------------------------------- | -------------------------------------- | -------------------------------------- | -------------------------------------- | -------------------------------------- | -------------------------------------- | -------------------------------------- | -------------------------------------- | -------------------------------------- | -------------------------------------- |
| Positie:                               | 17                                     | 16                                     | 17                                     | 22                                     | 26                                     | 26                                     | 30                                     | 39                                     | uit                                    |

### NederlandseSingle Top 100
| Positie: | 5 | 18 | 24 | 29 | 24 | 33 | 37 | 44 | 53 | 52 | 58 | 94 | 81 | 100 | uit |

### VlaamseUltratop 50
| Positie: | 12 | 22 | 21 | 25 | 30 | 19 | 30 | 32 | 40 | 42 | uit |

### NPO Radio 2 Top 2000
| Nummer met noteringen in de NPO Radio 2 Top 2000 | '21  | '22  | '23  | '24 |
| ------------------------------------------------ | ---- | ---- | ---- | --- |
| Best Song Ever                                   | 1423 | 1308 | 1151 | 691 |

1. ↑  Een vetgedrukt getal geeft de hoogste notering aan.
2. ↑  2021 was het eerste jaar met een notering voor dit nummer.